# Vaksdal
Vaksdal er en kommune i Vestland fylke i Norge. Kommunen ligger mellem Bergen og Voss kommuner, øst for Osterøy kommune. I nord grænser den til Vik og Modalen, og i syd til Kvam og Samnanger. Over Romarheimsfjorden i nordvest ligger Lindås kommune.
Den i oprindeligt meget moderne Vaksdal mølle i byen Vaksdal , og tekstilindustrien ved Dale er industrielle centre i kommunen. 
Naturen i kommunen kendetegnes af det man gerne forbinder med typisk vestlandsnatur, med fjorden mod Osterøy og fjeldområderne omkring Bergsdalen.
Mange af elvene i kommunen er udbygget til vandkraft. 